# Gummarpstenen
Gummarpstenen, med signum DR 358 †$U, var en runsten som ursprungligen var belägen i Gummarp, Sölvesborgs kommun, Blekinge. Den togs till Köpenhamn och förstördes i Köpenhamns brand 1728.

## Stenen
Stenen är en av flera senurnordiska runstenar från Blekinge, se bland annat Björketorpsstenen, Istabystenen, Stentoftenstenen och Sölvesborgsstenen. Bortsett från den nu flyttade Istabystenen står de två sistnämnda vid Sölvesborgs kyrka, medan Björketorpsstenen står jämte två bautastenar i Blekinges mellersta östra del. Stenens urnordiska skrivtecken tagna ur den äldre futharken ger en datering till ungefär 600 e.Kr., alltså under vendeltiden.
Enligt dokument från 1627 skall stenen varit placerad "vid en Eng som ligger straux hosz Sylliszborg slott, oc kaldisz samme Eng Gommor Eng".

## Inskriften
Sida A: [ᚺ]ᛡᚦᚢᚹᛟᛚᛡᚠᛡ
Sida B: ᛋᛡᛏᛖ
Sida C: [ᛋ]ᛏᛡ[ᛒ]ᛡ ᚦᚱ[ᛁ]ᚨ
Sida D: ᚠᚠᚠ
Inskriften lyder i translitterering:
Sida A: [(h)AþuwolAfA]
Sida B: [sAte]
Sida C: [(s)tA(b)A þr(i)a]
Sida D: [fff]
Normaliserat till urnordiska:
Sida A: HaþuwulfR/HaþuwulfaR
Sida B: satte
Sida C: staba þria
Sida D: fff

## Tolkningar
Enligt de flesta forskare ska stenen tolkas på följande vis:
"Haduwulf satte stavar tre. f f f".

### Fotnoter
1. ↑  MacLeod, Mindy; Mees, Bernard (2006). Runic Amulets and Magic Objects. Boydell Press. sid. 112. ISBN 1-84383-205-4. https://books.google.com/books?id=hx7UigqsTKoC&printsec=frontcover&source=gbs_navlinks_s#v=onepage&q=&f=false
2. ↑  ”Istabystenen”. Nationalencyklopedin. http://www.ne.se/istabystenen.
3. 1 2  Berättelsen om Blekinge - gränser i ett gränsland, Leifh Stenholm, Vekerum Förlag, 2009, ISBN 978-91-86722-81-4
4. 1 2  Samnordisk Runtextdatabas, DR 358.
5. ↑  ”Runenprojekt Kiel”. Arkiverad från originalet den 20 februari 2018. https://web.archive.org/web/20180220212533/http://www.runenprojekt.uni-kiel.de/abfragen/standard/deutung2_eng.asp?findno=91&ort=Gummarp&objekt=runsten. Läst 20 februari 2018.